# 단일공법
단일공법(單一孔法)은 몸의 구멍 한 곳만을 통하여 시행하는 수술이다. 일반적으로 배꼽 내부만을 절개하여 통로를 만든 후 포트를 장착하고 내시경의 일종인 복강경과 2개의 수술 기구를 동시에 삽입하여 시행한다. 통로의 크기는 단일공법이라는 용어가 의미하듯 작은 구멍 크기에 불과하며 수술 후 배꼽의 주름에 가려 흉터가 보이지 않는다. 개복수술과 비교해서뿐만 아니라 3공법, 4공법 등 여러 개의 구멍을 뚫고 시행하는 다공법(multi-port access) 복강경 수술에 비교해서도 통증이 적고 회복이 빠르다.

## 복강경단일공법수술
몸의 구멍 한 곳만을 통하여 시행하는 수술인 단일공법 중에서 복강경을 이용하는 수술. 주로 배꼽을 통하여 수술하며 흉터가 보이지 않는다. 단일공법 복강경수술로도 부를 수 있으며 단일공법 수술 대부분이 복강경을 사용하므로 단일공법이라고만 부를 수도 있다. 단일공법은 작은 구멍(1.0~2.0 cm)만을 뚫고 시행하는 수술이므로 복강 내부를 보면서 수술을 하기 위해서는 내시경의 일종인 복강경을 필요로 한다. 충수돌기, 자궁 등의 장기 적출까지 발전한 복강경단일공법 외에도 흉강경(胸腔鏡)을 이용한 흉강경단일공법으로 흉강 내부의 수술도 가능하나 복강경단일공법처럼 배꼽을 이용할 수 없으며 장기 적출 수술에 이 수술을 적용하기는 어렵다. 입, 항문, 질, 요도, 장관을 통하여 복강 내로 접근하여 수술하는 자연개구부 내시경수술(natural orifice transluminal endoscopic surgery, NOTES)도 구멍 하나만을 뚫고 시행하는 내시경단일공법으로 수술이 가능하나 구멍을 여러 개 뚫고 시행할 수도 있으며 구멍의 수보다도 몸 외부의 흉터가 없는 무흉터수술로서 의미가 있다.